# Gubernium
A gubernium (Gubernium Transilvanicum), más néven főkormányszék Erdély központi kormányszerve volt a Habsburg-uralom idején, 1691-től 1869-ig.

## Története

### 1690–1708
Az I. Lipót által 1690-ben kiadott Diploma Leopoldinum Erdély kormányszerveként a guberniumot jelölte meg. A testület 1691-ben kezdte el működését. Első tisztségviselői Bánffy György gubernátor, Bethlen Miklós kancellár, Bethlen Gergely főgenerális és Haller János kincstárnok voltak.
Tagjait az erdélyi rendek választották; a tagok jellemzően egyéb tisztségeket is viseltek (például főispán, főkirálybíró). A gubernium első tagjai között volt Apor István, Bethlen Elek, Naláczi István, Gyulafi László, Sárosi János, Keresztesi Sámuel, Nagy Pál, Alvinczi Péter, Toroczkai Mihály, Valentin Frank von Frankenstein, Christian Reichard és Samuel Conrad.
1693. április 29-én a bécsi kormányzat tíz-tíz pontból álló útmutatást fogalmazott meg a gubernátor, illetve a tanácsosok részére, hozzácsatolva a hivatalba lépéshez szükséges eskümintákat is. Az esküvel I. Lipótnak, és fiának, Józsefnek fogadtak hűséget.
A gubernium hatáskörébe tartozott a közigazgatás, bíráskodás és kincstári igazgatás. Katonai hatásköre nem volt, a Habsburg-kormányzat az ország védelmét saját tábornokaival és zsoldosaival oldotta meg. Hatásköre folyamatosan szűkült, az újonnan létrehozott Erdélyi Udvari Kancellária kezdett felettes hatóságként átalakulni. Az érdemi döntéseket Bécsben a Kollonich érsek által vezetett tanács hozta meg a császár nevében. 1699-ben a kincstári igazgatás átkerült a Cameratica Comissio kezébe, és a század fordulójára a gubernium teljesen jelentéktelenné vált.
A Rákóczi-szabadságharc idején a gubernium szerepe csak annyi volt, hogy továbbította Jean Rabutin főhadiparancsnok rendeleteit a labanc uralom alatt levő hatóságoknak. A postaszolgálat elégtelensége miatt az Erdélyi Udvari Kancelláriával; a gubernium csak alkalmilag tudta tájékoztatni a kancelláriát a császári hadak pusztításairól. A gubernium létszáma is lecsökkent: 1703-ban kivégezték Sachs von Hartenecket, Bethlen Miklós kancellár bécsi fogságba került, Apor István, Keresztesi Sámuel és Bánffy György gubernátor elhunyt, a hivatali tisztségviselők egy része a kurucokhoz pártolt.

### 1709–1747
A megfogyatkozott létszámú gubernium feladatainak ellátására császári rendelettel 16 tagú Deputatiót hoztak létre a három nemzet és a négy bevett vallás képviselőiből. A Guberniumot az 1713–1714-es medgyesi országgyűlésen állították helyre, a kincstárnoki és kancellári tisztséget nem töltötték be. 1718-ban császári rendelettel Mártonffy György erdélyi római katolikus püspök is a gubernium tagja lett, és rövidesen első tanácsossá, azaz a gubernátor helyettesítőjévé vált. Utóbb a mindenkori püspök guberniumi tisztsége állandósult; ez kiváltotta a protestáns többségű rendek ellenkezését.
1732-ben rendezték a Partium helyzetét is: korábban  a terület közigazgatási és bírósági szempontból a guberniumhoz tartozott, az adóügyeket illetően viszont Magyarországhoz. Innentől kezdve Máramaros és Arad vármegye, valamint Zaránd vármegye nyugati része Magyarországhoz került, Közép-Szolnok és Kraszna vármegye, Kővárvidék, illetve Zaránd vármegye keleti része pedig Erdélyhez.
1743-ban a kincstárnoki tisztséget újra betöltötték. 1743-ban felmerült a guberniumnak, mint testületnek adandó instrukciók kérdése (korábban ezeket csak az egyes tisztségeket betöltő személyek számára bocsátották ki). Az instrukciók tervezete 1747-re készült el.

### 1748–1770
Ebben az időszakban a bécsi udvar egyre részletesebben szabályozta a főkormányészék működését. 1752-ben kötelezték a guberniumot, hogy üléseinek jegyzőkönyvét küldje meg az Erdélyi Udvari Kancelláriának ellenőrzésre. 1754-ben elrendelték, hogy a törvénykezési szünetekben felváltva legyen jelen három-négy tanácsos és egy titkár, ezt nevezték classisokban való működésnek. Szabályozták a gubernium bírói tevékenységét is: a korábbi gyakorlattól eltérően szűkítették a testület által tárgyalható ügyek körét. 1760-ban Mária Terézia leiratban szabályozta a gubernium ügyviteli rendjét, bírói működését, valamint az egyes tanácsosok feladatkörét, egyben kilátásba helyezte, hogy utasításainak be nem tartása esetén királyi biztost fog küldeni a hatóságok munkájának ellenőrzésére. Ez 1761-ben meg is történt: Adolf Nikolaus von Buccow főhadparancsnok mint királyi biztos került a gubernium élére, őt további két katonatiszt, Hadik András illetve Karl O’Donnell követte. Ezt a lépést nem annyira a gubernium nem megfelelő működése tette szükségessé, mint inkább az Erdélyben jelentkező problémák és feladatok (Sofronie katolizációellenes ortodox mozgalma, a határőrség megszervezése, adóügyi reformok).

### 1771–1780
Az 1771-ben kinevezett Joseph Maria von Auersperg kormányzó a Habsburg birodalom egészét érintő ügyviteli reform részeként megreformálta a gubernium ügyintézését, részletesen kitérve az ügyviteli folyamat minden fontos lépésére (felelős előadó kijelölése, iktatás, kivonatolás, döntéshozatal, jegyzőkönyvezés, válasz megfogalmazása és jóváhagyása, postázás, irattározás). Ugyanebben az évben készült el az egyes tanácsosok feladatbeosztása; korábban az egyes ügyekhez alkalomszerűen rendeltek referenst.

### 1781–1790
II. József reformjai során 1783-ban a gubernium legfelsőbb fellebbviteli fórummá vált (Forum Superrevisorium), ami azt jelentette, hogy alsóbb szervezeti egységekhez rendelték azoknak a peres ügyeknek a lebonyolítását, amelyekben korábban a gubernium járt el. Egyúttal szabályozták a gurbernium bírói ügyvitelét is. 1784-ben a gubernium felülvizsgálati jogkörét kiterjesztették a bányaperekre is.
1786-ban létrehoztak egy közigazgatási és kincstári hatóságot (Gubernium in Politicis et Cameralibus) és egy fellebbviteli országos bíróság (Gubernium Judiciale); mindkettőnek a gubernátor volt a vezetője. A két testületnek külön alelnöke és külön személyzete volt.

### 1790–1791

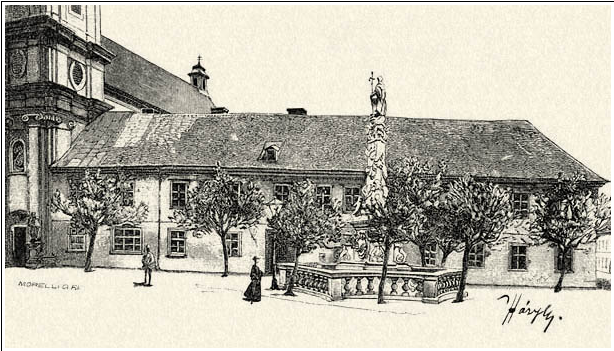
1790-től a gubernium Kolozsvárra költözött, a jezsuita akadémia épületébe

II. József rendeleteinek visszavonása, illetve a király halála utáni bizonytalan időszakban ült össze az 1790–1791-es országgyűlés, amely kiemelt fontossággal látott hozzá a főkormányszék szerepének megfogalmazásához, mivel ebben látták a Diploma Leopoldinumban biztosított jogok helyreállítását. Mivel a diploma rendelkezéseitől eltérően a guberniumot nem választott, hanem kinevezett tisztségviselők alkották, az országgyűlés (felsőbb utasítás nélkül) lefolytatta a választást. A rendek a már korábban kinevezett Bánffy Györgyöt választották meg kormányzónak, és a gubernium többi tagját is megtartották hivatalában. Bánffy György ez alkalomból kijelentette, hogy a főkormányszék nem igényel magának többletjogosítványokat a diploma által biztosítottakhoz képest.
Noha az országgyűlés elfogadta az 1780 előtti bírósági rendszerhez való visszatérést, a guberniumot meghagyták fellebbviteli bírósági szerepében. Szabályozták a gubernium teendőit az országgyűlésekkel kapcsolatban, de ez lényegében csak a már kialakult gyakorlat törvénybe iktatását jelentette. A testületben ismét helyet kapott a római katolikus püspök, valamint a II. József által megszüntetett tisztségeket (szász gróf, országos főbiztos) betöltő személyek.

### 1849–1867
Erdély és Magyarország uniója (1867) után a gubernium megszűnt, tevékenységét a belügyminisztérium vette át.

## Szervezete
A gubernium élén a kormányzó (gubernátor) állt; a szervezet működését a kancellár irányította. A fő tisztségviselők közé tartozott az ország generálisa, azaz a nemesi insurrectio parancsnoka, illetve a kincstárnok. Az ügyek intézésében nyolc tanácsúr vett részt. Az adminisztrációt két titkár, két lajstromozó és hat írnok intézte. Az 1790-es években már 14-14 titkár és  fogalmazó dolgozott a testületnél, továbbá 50-55 írnok illetve iktató-, kiadó-, illetékhivatali és irattári tisztviselő.
Az 1693-ban kiadott, a Diploma Leopoldinumot kiegészítő Alvincziana resolutio úgy rendelkezett, hogy a gubernium tagjait a négy bevett felekezetből egyenlő módon kell kiválasztani, azzal a kivétellel, hogy amennyiben az unitáriusok vagy az evangélikusok között nincs három-három alkalmas személy, akkor helyettük az uralkodó egyenlő arányban nevezhet ki katolikusokat és reformátusokat.
1711 után a bécsi udvar már nem tartotta be a Diploma Leopoldinum előírásait; a rendek jelölését figyelmen kívül hagyva egy-egy tábornokot nevezett ki gubernátornak. Ez különösen 1762 és 1767 között, olyan intézkedések bevezetése előtt történt, amelyekkel kapcsolatban ellenkezésre lehetett számítani.
Benkő József 1777-ben megjelent Transsilvania című átfogó leírása szerint  „a tanácsosokat e fejedelemség három bevett nemzetéből, a katolikus, helvét és ágostai valláshoz tartozók közül választják”, vagyis az unitáriusok ekkor már nem jutottak szerephez. II. József uralkodása idején román személyek is helyet kaptak a guberniumban.
1786-ban létrehoztak egy közigazgatási és kincstári hatóságot (Gubernium in Politicis et Cameralibus) és egy fellebbviteli országos bíróság (Gubernium Judiciale); mindkettőnek a gubernátor volt a vezetője. A két testületnek külön alelnöke és külön személyzete volt.
A tanácskozás, ügykezelés és levelezés nyelve kezdetben magyar volt, amit Adolf Nikolaus von Buccow kinevezése után latinra változtattak. II. József 1784. május 11-i rendelete 1784. november 1-jétől a német nyelvet tette hivatalossá. A gubernium 1790-ig németül és magyarul, időnként németül és latinul jelentette meg rendeleteit. Ugyan az 1790–1791-es országgyűlés által elfogadott XXXI. törvény („A magyar nyelvnek ezelőtt is divatban volt használata”) előírta a magyar nyelv használatát, 1791 után a gubernium jegyzőkönyveit ismét latinul vezették.

## Székhelye
Eredetileg Gyulafehérvár volt a kijelölt székhely, de a rendszertelenül ülésező kormányzótanács más helyeken is összeülhetett, például Nagyszebenben, ahol a főhadiparancsnok székhelye volt, vagy az országgyűlés helyszínén vagy Bonchidán, Bánffy György gubernátor birtokán. A bécsi udvarban az Erdély ügyeit tárgyaló tanács, az úgynevezett erdélyi konferencia (Ministerialkonferenz in rebus Transylvanicis) 1695. december 19-i ülése a gubernium székhelyéül az egykori  gyulafehérvári fejedelmi palotát javasolta.
A Rákóczi-szabadságharc miatt a gubernium 1703. október 25-én Nagyszebenbe tette át székhelyét. 1717. június 20-án a Ministerialkonferenz szintén Nagyszebent jelölte ki a gubernium székhelyéül,  1718. december 27-én azonban a Ministerialkonferenz a Bécshez közelebb fekvő Kolozsvár mellett foglalt állást. III. Károly jóváhagyásával a gubernium át is költözött Kolozsvárra. 1727. április 17-án ismét szóba jött a nagyszebeni székhely, azzal az indokkal, hogy ott található a főhadiparancsnokság és kincstári ügyeket irányító Cameralis Directio; a költözés azonban csak Kornis Zsigmond gubernátor halála után, 1731 végén történt meg.
1790-ben a gubernium visszaköltözött Kolozsvárra, ahol a jezsuita egyetem Bel-Torda utca és Farkas utca sarkán álló épületét foglalta el.